# Hasmonea Lwów
Der Żydowski Klub Sportowy Hasmonea Lwów (Jüdischer Sportklub Hasmonea Lwów, kurz ŻKS Hasmonea Lwów,) war ein jüdischer Sport- und Fußballverein in der damals galizischen und seit 1919 polnischen Stadt Lwów (heute Lwiw, deutsch Lemberg).

## Name
Der Name Hasmonea leitet sich vom Namen der jüdischen Dynastie der Hasmonäer ab.

## Geschichte

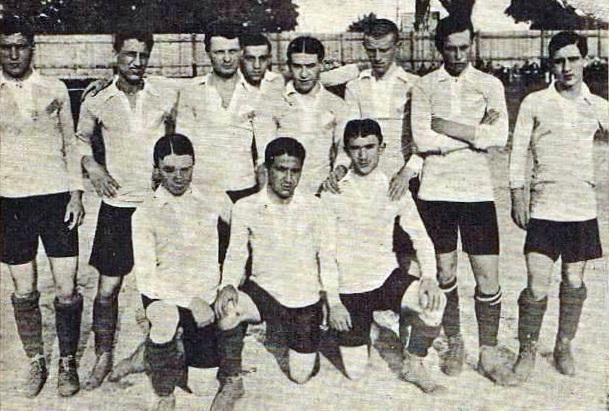
Fußballmannschaft um 1915

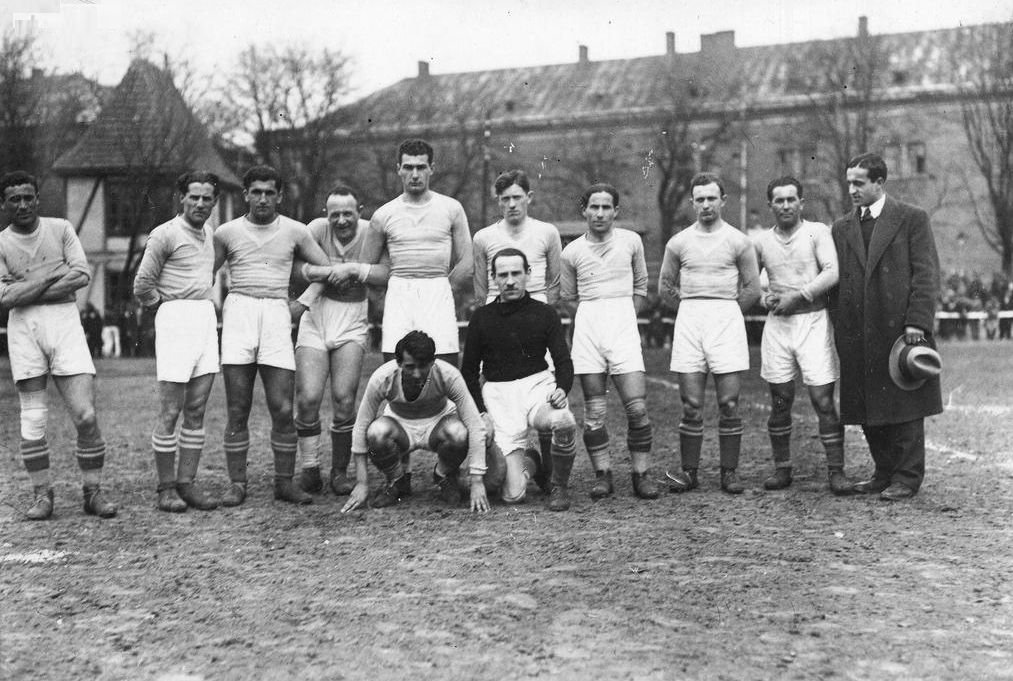
Fußballmannschaft 1935

Bei seiner Gründung 1908 war er der erste und in der Folgezeit der wichtigste jüdische Sportclub in Österreich-Ungarn und in Polen.
In der Stadt gab es mit Pogoń Lwów und Czarni Lwów erfolgreiche Lokalrivalen.
Der Verein war am 1. März 1927 eines der Gründungsmitglieder der Liga Piłki Nożnej (LPN), der höchsten polnischen Spielklasse. 1927 wurde der 11. Platz belegt, 1928 der 13. Platz, was den Abstieg in die 2. Spielklasse bedeutete.
Der Stürmer Zygmunt Steuermann war 1926 und 1928 Torschütze der polnischen Fußballnationalmannschaft.
1930 trat der Verein dem Verbund Makkabi bei. 1932 wurde nach einem verheerenden Brand ein neues Stadion bezogen.
Er existierte von 1908 bis zu seiner Auflösung nach dem Einmarsch sowjetischer Truppen im September 1939.

## Tischtennis
Der Verein hatte eine erfolgreiche Tischtennis-Sektion. 1933 wurde sie polnischer Mannschaftsmeister im Tischtennis. Alojzy Ehrlich war 1935 Bronzemedaillengewinner, 1936, 1937 und 1939 Silbermedaillengewinner der Weltmeisterschaften.

## Saison 1927
Ergebnisse:
- Wisła Kraków - Hasmonea 1:3
- Hasmonea - Polonia Warschau 2:2
- Ruch Wielkie Hajduki - Hasmonea 1:1
- Hasmonea - TKS Toruń 2:5
- Czarni Lwów - Hasmonea 2:3
- Hasmonea - ŁKS Łódź 0:3
- Hasmonea - 1. FC Katowice 2:4
- Pogoń Lwów - Hasmonea 1:2
- Legia Warschau - Hasmonea 4:1
- Hasmonea - Jutrzenka Kraków 2:1
- Hasmonea - Warta Poznań 7:5
- Hasmonea - KS Warszawianka 1:2
- Hasmonea - Klub Turystów Łódź 3:3
- 1. FC Katowice - Hasmonea 9:3
- Hasmonea - Ruch Wielkie Hajduki 2:2
- Hasmonea - Legia Warschau 0:2
- ŁKS Łódź - Hasmonea 0:3
- Klub Turystów Łódź - Hasmonea 6:2
- Hasmonea - Czarni Lwów 3:0
- Warta Poznań - Hasmonea 3:4
- Jutrzenka Kraków - Hasmonea 2:2
- Hasmonea - Pogoń Lwów 2:2
- KS Warszawianka - Hasmonea 5:1
- Hasmonea - Wisła Kraków 2:2
- Polonia Warschau - Hasmonea 9:2
- Hasmonea - TKS Toruń 2:0

Bilanz: 11. Platz, 8 Siege 7 Unentschieden 11 Niederlagen, 55:78 Tore,
Torschützen: Zygmunt Steuermann 23 Tore, Alexander Mahler 14 Tore

## Saison 1928
Ergebnisse:
- Pogoń Lwów - Hasmonea 2:0
- Hasmonea - Polonia Warschau 1:4
- 1. FC Katowice - Hasmonea 5:0
- Hasmonea - ŁKS Łódź 3:1
- Warta Poznań - Hasmonea 2:2
- Hasmonea - TKS Toruń 5:1
- Hasmonea - Śląsk Świętochłowice 6:0
- Klub Turystów Łódź - Hasmonea 3:2
- Hasmonea - Czarni Lwów 1:3
- Ruch Wielkie Hajduki - Hasmonea 2:1
- Hasmonea - Legia Warschau 2:2
- KS Cracovia - Hasmonea 3:2
- KS Warszawianka - Hasmonea 0:3
- Hasmonea - Wisła Kraków 0:1
- Hasmonea - Ruch Wielkie Hajduki 3:4
- ŁKS Łódź - Hasmonea 2:2
- Polonia Warschau - Hasmonea 5:0
- Hasmonea - Warta Poznań 1:3
- Legia Warschau - Hasmonea 7:1
- Hasmonea - Pogoń Lwów 0:3
- Czarni Lwów - Hasmonea 0:3 (Wertung)
- Hasmonea - 1. FC Katowice 4:2
- Wisła Kraków - Hasmonea 4:1
- TKS Toruń - Hasmonea 0:3
- Hasmonea - KS Cracovia 0:2
- Hasmonea - Klub Turystów Łódź 0:1
- Hasmonea - Śląsk Świętochłowice 4:0, (Wertung) 0:3
- Hasmonea - KS Warszawianka (Wertung) 0:3

Bilanz:
13.Platz

5 Siege, 3 Unentschieden, 18 Niederlagen, 40:68 Tore
Torschützen: Zygmunt Steuermann 16 Tore

Abstieg in die 2. Spielklasse